# Успенский сельсовет (Пензенская область)
Успенский сельсовет — сельское поселение в Мокшанском районе Пензенской области.
Административный центр — село Успенское.

## История
Статус и границы сельского поселения установлены Законом Пензенской области от 2 ноября 2004 года № 690-ЗПО «О границах муниципальных образований Пензенской области».

## Население
| 2002 | 2010 | 2012 | 2013 | 2014 | 2015 | 2016 |
| ---- | ---- | ---- | ---- | ---- | ---- | ---- |
| 963  | ↘542 | ↘524 | ↘486 | ↘457 | ↘436 | ↘423 |
| 2017 | 2018 | 2021 |      |      |      |      |
| ↘397 | ↘387 | ↗500 |      |      |      |      |

## Состав сельского поселения
| № | Населённый пункт | Тип населённого пункта       | Население |
| - | ---------------- | ---------------------------- | --------- |
| 1 | Азясь            | село                         | ↘29       |
| 2 | Кера             | деревня                      | 18        |
| 3 | Отрадный         | посёлок                      | 110       |
| 4 | Успенское        | село, административный центр | ↘341      |
| 5 | Фатуевка         | село                         | ↘44       |

### Упразднённые населённые пункты
- Валяевка — деревня, упразднена в 2006 году[13].
- Заречный — посёлок, упразднен в 2009 году[14].
- Ивановка — деревня, упразднена в 2009 году[14].